# PGM 338
PGM 338 позната и као PGM 338 LM (Lapua Magnum) или PGM Mini-Hecate .338 је француска високопрецизна снајперска пушка калибра .338 Lapua Magnum, коју је конструисао Крис Л. Мовиљати, а производи је француска компанија „PGM Précision ”. 
PGM 338 је настала услед потребе да се повећа домет лаких снајперских пушака, до даљине од 1.500m коју метак 7.62x51mm не може да досегне, те је због тога одабран снажнији метак .338 Lapua (8.6x70mm) да надокнади празнину између снајперских пушака калибра 7.62mm и 12.7mm.
На тржишту, њени директни конкуренти су фински Сако ТРГ и британски AI AWM, а у последње време и руски ОРСИС Т-5000. Упркос томе, PGM 338 је остварила извозни успех и налази се у наоружању неколико војски света.

## Земље кориснице
- Француска
- Јерменија
- Израел
- Сингапур
- Словенија

## Галерија
- Словеначки снајпер на вежби са PGM 338
- PGM 338 француске војске
- PGM 338 француске војске
- француски полицајци на крову са PGM 338

## Снајпери исте категорије
- Сако ТРГ
- Accuracy International AWM
- ОРСИС Т-5000
- СВ-98
- Застава М07
- Пушка Бор
- KNT-308